# Willard Van Orman Quine
Pour les articles homonymes, voir Quine et Orman (homonymie).
Willard Van Orman Quine (/kwaɪn/), né le 25 juin 1908 à Akron (Ohio) et mort le 25 décembre 2000 à Boston (Massachusetts), est un philosophe, logicien et universitaire américain, l'un des principaux représentants de la philosophie analytique. Il est titulaire de la chaire Edgar Pierce en tant que professeur de philosophie à l'université Harvard de 1956 à 2000.
Quine est l’auteur de nombreux articles, dont notamment Deux dogmes de l'empirisme, article célèbre de 1951 qui remet en cause la distinction entre énoncés analytiques et énoncés synthétiques, et Le Mot et la Chose en 1960, où il propose sa thèse de l'indétermination de la traduction et une critique de la notion de « signification ».
L’œuvre de Quine a eu une influence majeure dans les domaines de la philosophie, de la logique, de l'épistémologie et de la sémantique. Son projet d'une « épistémologie naturalisée » a notamment permis d'amorcer un tournant dans la pensée contemporaine — celui du naturalisme philosophique.

## Biographie
Né à Akron dans l'Ohio, en 1908, Quine a d'abord reçu une formation de mathématicien et a préparé sa thèse de doctorat sous la direction d'Alfred North Whitehead. Sa vocation philosophique s'est éveillée à la lecture enthousiaste des Principia mathematica de Bertrand Russell et Whitehead. Après l'obtention de sa thèse, il fit en 1931/1932 un voyage en Europe où il assista au séminaire du Cercle de Vienne. Il y rencontra notamment Rudolf Carnap et Alfred Tarski. Ses nombreux voyages, dont un long séjour au Brésil, lui fournirent l'occasion de pratiquer plusieurs langues en dehors de l'anglais : l'allemand, le français, le portugais et l'italien.
Quine est professeur de philosophie à l'université Harvard de 1936 à sa mort. Il enseigne également à Oxford, au Collège de France, à Tokyo et Sao Paulo. Il dirige ou supervise les thèses de Donald Davidson, David Lewis et Daniel Dennett notamment.

## Travaux
Willard Quine contribua à la logique formelle, à la fondation des mathématiques ainsi qu'à l'épistémologie. En logique, il est surtout connu pour avoir « simplifié » la théorie des types de Russell en façonnant en 1937 le troublant système de théorie des ensembles « New Foundations » (NF), dont la cohérence reste un des grands problèmes ouverts en logique mathématique.
Mais c'est avant tout à ses travaux philosophiques que Quine doit sa renommée au sein du mouvement de pensée analytique. Il a développé une pensée rigoureuse et s'est efforcé de réfuter un certain nombre de thèses de l'empirisme logique et de la phénoménologie, courants philosophiques dominants à l'époque où Quine commença sa carrière philosophique. Il a tenté de relier la philosophie aux sciences de la nature et a œuvré pour restaurer la crédibilité de l'ontologie.
Une des particularités notables et originales de sa philosophie est ce qu'on appelle parfois son « gradualisme », attitude qui consiste à affaiblir ou niveler toutes les distinctions établies par les philosophes antérieurs : la dichotomie de l'analytique et du synthétique, la distinction entre énoncés d'observation et énoncés théoriques, la distinction du faux et du non-sens, etc.

### Philosophie et sciences de la nature

#### Naturalisme philosophique
La philosophie de Quine trouve son origine dans le pragmatisme américain (Peirce, James et Dewey) et dans la critique de l'empirisme logique et du positivisme du Cercle de Vienne, rendue célèbre par son article de 1951 sur les « Deux dogmes de l'empirisme ». Mais c'est dans une perspective essentiellement naturaliste qu'il s'inscrira toutefois à partir des années 1950.
Selon Quine, la philosophie n'a ni objet propre à étudier, ni méthode spécifique, ni point de vue privilégié ; elle n'a aucune capacité particulière à assurer quelque fondement que ce soit ni à résoudre des problèmes théoriques qui échapperaient à l'investigation scientifique. Avec l'« épistémologie naturalisée » Quine affirme notamment que la philosophie de la connaissance et la philosophie des sciences constituent elles-mêmes une activité scientifique, corrigée par les autres sciences, et non pas une « philosophie première » fondée sur une métaphysique. La philosophie constitue ainsi pour lui « une partie intégrante de la science », tant par ses méthodes que par ses contenus, et la tâche que Quine lui assigne n'est ni spécifique ni particulièrement noble :

« La tâche est de rendre explicite ce qui a été laissé tacite et de rendre précis ce qui a été laissé vague ; la tâche est d'exposer et de résoudre les paradoxes, de raboter les aspérités, de faire disparaître les vestiges des périodes transitoires de croissance, de nettoyer les bidonvilles ontologiques. »

Le philosophe travaille ainsi à simplifier et clarifier le cadre conceptuel qui est commun à toutes les sciences. Les questions qui alimentent sa réflexion sont certes plus générales que celles des scientifiques, mais elles sont en parfaite continuité avec ces dernières et les réponses qu'on peut leur apporter doivent être soumises aux mêmes exigences de clarté, de précision et de sobriété que celles qui sont proposées par les sciences de la nature.
C'est donc un principe d'immanence (indissociable de la notion de naturalisme) qui est revendiqué par Quine, contre tout fondationnalisme qui pose des principes ou des fondements a priori à la connaissance. Quine va même jusqu'à affirmer dans « L'épistémologie naturalisée » que l'épistémologie devient « un chapitre de la psychologie », puisqu'elle étudie « un phénomène naturel, à savoir un sujet humain physique » en interaction avec son environnement.

#### Holisme épistémologique
Cette conception naturaliste d'une philosophie située dans le prolongement des sciences naturelles  s'accompagne d'une conception holistique de la science elle-même. On parle alors de « holisme épistémologique ». La thèse principale du holisme épistémologique, que Quine reprend au physicien et philosophe des sciences Pierre Duhem, est que toutes nos connaissances se soutiennent mutuellement sans qu'il y ait une fondation unique, ce que Quine résumait en reprenant l'image du navire en pleine mer d'Otto Neurath, navire qu'il faut réparer à partir des seuls matériaux disponibles à bord (dont tous sont solidaires et en nombre suffisant).
Quine a donné d'autres images suggestives à sa conception du holisme. Il se représente le savoir comme une « étoffe tissée par la main de l'homme », ou bien sur le modèle d'un champ de force qui n'entrerait en contact avec l'expérience qu'à ses extrémités, mais qui subirait partout le contrecoup de l'expérience.
Dans ce cadre holiste, l'épistémologie n'a plus pour mission de fonder notre connaissance, mais la tâche plus modeste d'étudier à l'aide des sciences – les « moyens du bord » – comment l'homme parvient à la connaissance. Nous ne pouvons pas faire autrement que d'utiliser notre connaissance du monde pour savoir ce qu'est la connaissance elle-même.
Il en va de même de la philosophie. Duhem avait montré que le physicien ne pouvait jamais soumettre au contrôle de l'expérience une hypothèse isolée. À sa suite, Quine généralise cette position et considère que les énoncés ou thèses des philosophes ne peuvent se justifier indépendamment. Le holisme que défend Quine vaut pour tout le champ du savoir – logique, mathématiques et philosophie comprises.
Cette thèse  constitue l'un des arguments en faveur d'une conception naturaliste de la philosophie, qui ne peut ainsi revendiquer un statut particulier par rapport aux sciences de la nature.

#### Engagement ontologique
Pour Quine, le savant cherche à répondre à la question : « qu'est-ce qui existe ? ». Or la philosophie fait partie intégrante de la science. Le philosophe est donc lui aussi amené à répondre à cette question. C'est ce que Quine nomme : « l'engagement ontologique ». Si la philosophie diffère du reste de la science, ce n'est pas parce qu'elle se confinerait à l'étude des « phénomènes » apparents ou subjectifs, tandis que les sciences de la nature étudieraient ce qui existe « objectivement » dans la nature, mais bien parce que les questions d'existence qui alimentent la réflexion des philosophes sont plus générales que celles des savants. Comme l'écrit Quine à la fin de Le mot et la chose, « ce qui différencie […] le souci ontologique du philosophe, c'est seulement l'envergure des catégories ».
Ainsi, Quine établit-il une forme de hiérarchie des disciplines du savoir en fonction de leur degré de généralité. Ces disciplines ne se distinguent pas qualitativement par leurs objets d'études mais par le degré de généralité des concepts qu'elles utilisent pour étudier les objets existants. Le géographe et l'historien se situent à la base de cette hiérarchie : ils décrivent des êtres ou des événements individuels. Avec les sciences naturelles, les choses sont groupées par similarité et décrites collectivement. La physique poursuit plus loin encore la description de la nature en quantifiant les données et en scrutant les profondeurs de la matière. Le mathématicien lui-même se pose des questions d'existence sur les concepts auxquels il a affaire (ex. : « existe-t-il des nombres cubiques qui sont la somme de paires de nombres cubiques ? »). Le logicien et le philosophe, enfin, ne font que gravir un échelon de plus dans l'échelle de la généralité.

#### Ontologie physicaliste
Selon Quine, l'ontologie de la science contemporaine comprend des objets physiques, des ensembles d'objets physiques et des ensembles d'ensembles d'objets physiques, mais elle ne comporte ni propriété, ni concept, ni forme. En bref, Quine est partisan d'une ontologie comportant uniquement des objets physiques et des classes d'objets. Une des caractéristiques des objets physiques est de pouvoir constituer des ensembles parfaitement quantifiables.
L'ontologie physicaliste que Quine adopte est en ce sens une position intermédiaire entre le nominalisme strict, qui soutient que les ensembles n'ont pas de réalité et que seules les entités individuelles existent, et le platonisme mathématique, qui affirme l'existence des ensembles ou des nombres. Sa théorie des classes (ou des ensembles) est une théorie conceptualiste qui n'admet que les classes construites pour le besoin des mathématiques. Ce sont donc des considérations essentiellement pragmatiques qui conduisent Quine à accepter les classes dans son ontologie. Il accorde pour cette raison aux objets physiques un « statut préférentiel » : les objets physiques sont les vrais constituants du monde.

### Philosophie de la logique et de la connaissance
Quine est un des plus grands contributeurs de la philosophie de la logique. Il a régulièrement contribué au Journal of Symbolic Logic. Son naturalisme radical l'a conduit à rejeter les notions d'analyticité, de vérité absolue et de modalité.

#### Critique de la notion d'analyticité
Dans son article « Deux dogmes de l'empirisme » (1951), Quine remet en cause ce qu'il considère être deux présupposés de l'empirisme logique, courant encore largement dominant en philosophie analytique en ce milieu du XXe siècle. Le premier de ces présupposés, qui est pourtant un fondement de la théorie de la connaissance selon l'empirisme logique, distingue arbitrairement entre énoncés analytiques et énoncés synthétiques.
La dénonciation de ce « présupposé » part d'une critique de l'analyticité au sens défini par l'empirisme logique — le principe d'une vérité fondée sur des conventions linguistiques. Par sa critique de l'analyticité, Quine vise la thèse selon laquelle il existerait une classe d'énoncés dont la vérité ne dépend d'aucune donnée empirique, mais seulement de la signification de leurs termes. Plus qu'une simple remise en cause de la distinction traditionnelle entre énoncés empiriques (« synthétiques ») et énoncés a priori (« analytiques »), il s'agit pour Quine de montrer que tous les énoncés ont un certain rapport à l'expérience et que les vérités logiques n'ont pas de statut épistémologique particulier. Les énoncés de la logique doivent être pensés en relation avec les faits, et la logique elle-même doit être située dans le prolongement des sciences de la nature.
Si l'on admet que la logique se situe à la périphérie des sciences de la nature et qu'elle ne diffère des sciences naturelles particulières que par sa généralité extrême, on doit admettre aussi qu'elle est une science a posteriori, autrement dit, une science empirique. Ses énoncés sont donc révisables comme le sont ceux des sciences naturelles particulières. C'est ce qu'entend Quine par les mots célèbres des « Deux dogmes de l'empirisme » :

« Aucun énoncé n'est tout à fait à l'abri de la révision. On a été jusqu'à proposer de réviser la loi logique du tiers exclu, pour simplifier la mécanique quantique ; quelle différence de principe entre un changement de ce genre et ceux par lesquels Kepler a remplacé Ptolémée, Einstein Newton, ou Darwin Aristote ? »

Quine est empiriste en logique non pas toutefois au sens où la logique serait extraite de l'expérience, mais au sens où elle est constitutive, avec les mathématiques, du phénomène physique tel qu'il est étudié par les sciences de la nature.

#### Implications ontologiques
Un système logique, comme toute théorie, a certaines implications ontologiques et la valeur de ce système dépend de son degré d'implication dans la réalité. Pour Quine et les « nouveaux logiciens », il n'existe pas qu'un seul système logique dont le champ d'application serait universel, mais des systèmes différents qui ont un caractère « régional », tout comme les théories physiques. Ces systèmes doivent être évalués en fonction de leur engagement dans la réalité. Le problème de la détermination du critère d'engagement ontologique constituera alors pour Quine le problème le plus important de la philosophie de la logique. L'une des premières formulations de ce critère est la suivante :

« Une entité est présupposée par une théorie si et seulement si elle est requise parmi les valeurs des variables liées afin de rendre vrais les énoncés affirmés par la théorie. »

Selon Quine, « être, c'est être la valeur d'une variable liée (par la quantification) », célèbre formule qui réduit l'existence à l'extension logique des concepts. L'extension d'un concept, c'est l'ensemble de tous les individus ou occurrences d'objets auxquels ce concept réfère, par opposition à son « intension » (sa définition en termes de propriétés ou d'attributs). Avec Quine, l'affirmation d'existence ne porte plus sur les propriétés ou les attributs qui entrent dans la définition d'un concept, mais seulement sur l'individu ou la classe des individus auxquels les termes de la langue se réfèrent. On parle alors de « valeur » pour désigner le nombre ou la classe de ces individus et de « variable liée » pour signifier les termes ou concepts qui s'y réfèrent. Seules les variables liées ou quantifiées ont valeur référentielle (ainsi les mots lapin et colline ont une valeur référentielle lorsqu'on désigne deux lapins courant sur une colline). Cette conception associe la référence des mots à la quantification. Elle fait appel à un univers déterminé d'objets auxquels les valeurs des variables se réfèrent.
Cette interprétation de l'existence permet de révéler l'ontologie sous-jacente à n'importe quelle théorie, dans la mesure où on soumet le langage de cette théorie au test de la paraphrase dans la langue canonique universelle — celle de la logique formelle quantifiée, ou logique mathématique. En proposant une notation canonique unitaire pour la science, Quine s'inscrit dans la tradition de l'empirisme logique, mais il conduit l'unification plus loin en annexant à la science la logique elle-même, qui était jusque-là comme en « exil » dans une sorte de « métascience », et en réintégrant dans le champ de la connaissance l'ontologie, jusque-là reléguée à la métaphysique.

#### Relativité de l'ontologie
Pour Quine, il n'y a pas de sens à dire ce que sont « vraiment » les objets d'une théorie, puisque l'existence (« ce qui est ») ne concerne que les occurrences d'objets (ou individus), et non leurs propriétés. Pour déterminer la nature de ces objets (« ce qu'ils sont »), on peut seulement interpréter ou réinterpréter une théorie dans une autre, dite « théorie d'arrière-plan ». C'est là une des thèses essentielles de la philosophie de Quine : la thèse de la « relativité de l'ontologie ».
Cette relativité de l'ontologie ne se traduit cependant pas par un relativisme. Car s'il est vrai qu'il n'y a pas de sens à dire qu'une théorie est vraie dans l'absolu, toutes les théories et tous les discours ne se valent pas pour autant. Ainsi, il ne fait aucun doute pour Quine que le discours de la science est investi d'une plus grande aptitude à rendre compte des grandes catégories du réel que le discours ordinaire. Et à l'intérieur même de la science , le discours de la science contemporaine, marquée par la théorie de la relativité générale et celle des quanta, permet une compréhension plus fine et de meilleures prédictions que les discours scientifiques antérieurs. Dans ces conditions, l'ontologie sous-jacente au discours de la science contemporaine se voit investie d'une sorte de supériorité par rapport aux autres ontologies, parmi lesquelles, par exemple, celle du sens commun qui se réfère aux objets environnants visibles à l’œil nu.

#### Sous-détermination des théories
La thèse de la  « sous-détermination des théories par l'expérience » est solidaire du « holisme épistémologique » de Quine. Le holisme a pour conséquence le fait qu'une pluralité d'hypothèses ou de théories concurrentes peut rendre compte des mêmes observations. La thèse de la sous-détermination est plus radicale encore. Elle affirme que deux théories différentes peuvent être vérifiées et falsifiées par le même buget d'observations possibles, et cela même si l'on poursuivait indéfiniement, « jusque dans l'éternité », les observations et vérifications. Nous ne sommes donc pas justifiés à dire ce qui existe (à s'engager ontologiquement) sur la base d'une seule théorie scientifique, aussi complète soit-elle.
Cette thèse vaut notamment pour les théories physiques :

« Les théories physiques peuvent être incompatibles entre elles et cependant être compatibles avec toutes les données possibles, même au sens le plus large. En un mot, elles peuvent être logiquement incompatibles et empiriquement équivalentes. »

### Philosophie du langage
Tout comme ses prédécesseurs Frege, Russell et Carnap, auxquels nous devons la logique standard moderne (avec l'introduction en logique du calcul des prédicats et des propositions), Quine considère que le recours à la notation canonique universelle constitue le meilleur moyen d'éviter les pièges, les confusions et les ambiguïtés du langage ordinaire. Mais contrairement à eux, l'intérêt qu'il porte à la nature publique de la langue et à ses conséquences sur la signification et la communication le conduit à s'éloigner d'une position logiciste.
À la suite de Dewey et Wittgenstein, Quine développe une conception naturaliste du langage et une conception béhavioriste de la signification qui seront très souvent reprises et critiquées par la suite.

#### Béhaviorisme linguistique
La philosophie du langage de Quine repose essentiellement sur une conception béhavioriste de la notion de signification. Il a en effet l'ambition de construire une théorie scientifique du langage. Or, une telle théorie doit reposer sur des faits observables et publiquement assignables. C'est donc le comportement verbal manifesté au sein d'une communauté linguistique qui sera retenu pour définir le langage :

« Le langage est un art social que nous acquérons tous uniquement en reconnaissant le comportement manifeste d'autrui lors de circonstances publiquement identifiables. »

Pour Quine comme pour Dewey, en qui il reconnaît un précurseur de sa position béhavioriste, la signification du langage n'a pas d'existence psychique (d'où le « mythe de la signification »). Elle est fondamentalement une propriété du comportement. La sémantique de Quine prend ainsi ses distances vis-à-vis des entités mentales ou « intensionnelles » au même titre que la psychologie scientifique se méfie des données de l'introspection.
La signification d’une expression linguistique n'est que le produit conjoint de toutes les données comportementales associées à cette expression et attestées par une communauté. Ce sont les apprenants et les utilisateurs de la langue qui  déterminent par leurs comportements la signification des termes et des expressions linguistiques.

#### Holisme sémantique
Le holisme sémantique peut être compris comme l'équivalent sémantique du « holisme épistémologique » (abordé plus haut). Dans la mesure où le mot n'a de sens que dans un énoncé et dans la mesure où un énoncé est relié aux autres, sa signification ne peut être vérifiée isolément. L'unité de signification, ce n'est pas le mot, ni même l'énoncé, mais « la totalité de la science », autrement dit, la totalité du discours portant sur le monde.
Cette forme de holisme semble avoir des conséquences inacceptables. Si, en effet, on ne reconnaît pas à certaines expressions linguistiques la propriété d'avoir une signification indépendante, on doit alors admettre que pour comprendre une expression, il faut préalablement comprendre et connaître tous les termes signifiants de la langue, ce qui en rend  l'apprentissage impossible. C'est pourquoi Quine nuancera son holisme sémantique en acceptant l'idée qu'il existe certaines expressions linguistiques dont la signification ne dépend pas des autres, parce qu'elles désignent directement l'environnement observé. Ces expressions sont les « énoncés observationnels d'occasion ». Ceux-ci portent directement sur l'environnement en usant de termes indexicaux comme : « ceci », « maintenant », « à ma droite », etc.
Dans The Web of Belief (1976), Quine et Ullian posent le problème de l'apprentissage pour le cas plus spécifique de l'apprentissage linguistique de l'enfant. L'idée présentée pour résoudre ce problème est la suivante : dans un premier temps, l'enfant apprend directement un certain nombre d'énoncés d'observation occasionnels tels que « Ceci est de la neige » et « Ceci est blanc ». Dans un second temps, il décompose ces phrases en mots en respectant la construction et soumet au verdict des adultes la phrase « stable » ainsi formée : « La neige est blanche ».

#### Indétermination de la traduction
La thèse de l'« indétermination de la traduction » a suscité une polémique d'une ampleur considérable. Elle repose autrement le problème du commencement de l'apprentissage qui avait conduit Quine à nuancer son holisme sémantique.
Le problème de l'apprentissage ressurgit au niveau de la signification même des énoncés d'observation, au moins dans le cas d'une traduction radicale ou intégrale d'une langue étrangère. Le linguiste ethnologue qui travaille à la traduction d'une langue exotique ne procède pas autrement que l'enfant lorsqu'il est en phase d'apprentissage de sa langue maternelle : il tente comme lui de passer de la formulation d'énoncés d'observation occasionnels à la formulation de phrases stables. Mais pour parvenir à discerner ce que le locuteur indigène a voulu dire par l'énoncé d'observation « Gavagai », qui dans sa langue correspond à « Voilà un lapin », et pour parvenir à savoir s'il entend par « lapin » un objet permanent plutôt qu'une manifestation fugace de la propriété d' « être un lapin » (ou « lapinité »), le linguiste ethnologue a besoin d'informations supplémentaires. Pour obtenir ces informations, il doit être en mesure de demander à l'indigène : « Est-ce que ceci est le même lapin que cela ? », « Sommes-nous ici en présence d'un ou de deux lapins ? », etc. Mais pour pouvoir poser de telles questions, le linguiste doit avoir préalablement repéré certains mots dans la langue indigène, et pour cela, décomposer les phrases à partir d'hypothèses ou de conjectures sur la signification des mots. Or, contrairement aux hypothèses vérifiables de la science, les hypothèses du linguiste sont purement interprétatives et elles ne peuvent être vérifiées par l'observation de certains faits. Il n'existe donc pas une traduction correcte de la langue au sens où il existe une description fidèle des faits observés.
Ceci montre que, même dans le cas d'une traduction reposant sur des énoncés d'observation, « la traduction radicale est imparfaitement déterminée par la totalité des dispositions au comportement verbal ». La traduction est dès lors foncièrement indéterminée. Aussi, des manuels de traduction pourtant parfaitement compatibles avec les comportements linguistiques observés peuvent-ils être établis de manière divergentes et devenir incompatibles entre eux.
L'indétermination de la traduction ne conduit pas nécessairement à un scepticisme sur la possibilité de traduire une langue. Elle montre que le langage relève avant tout d'une pratique sociale plutôt que d'une représentation consensuelle du monde. La  communication ne nous donne accès qu'aux données comportementales des autres locuteurs, et non à de prétendus contenus de signification (ou représentations) que nous partagerions avec eux.

#### Inscrutabilité de la référence
Parce que nous ne disposons que des comportements langagiers des autres locuteurs pour comprendre ce qu'ils disent, nous ne pouvons pas savoir de manière certaine à quels objets croient les autres locuteurs. Il y a « inscrutabilité » de la référence. Cette thèse concerne tous les types d'expressions, y compris les « énoncés d'observation occasionnels » qui désignent pourtant directement les objets de l'environnement. C'est le cas notamment dans l'exemple célèbre de l'expression « Gavagai » (exprimée dans une langue exotique) dont on ne sait si elle se réfère à un lapin, à un segment temporel de lapin ou à une apparition de lapin.

## Publications

### Ouvrages et articles en anglais
- « Truth by Convention » (1936), in Ways of Paradox, Cambridge (Mass.), Harvard University Press, 1966
- Mathematical Logic (1940), N. Y., Harper Torchbooks, 1940 et 1951
- 1951, "Two Dogmas of Empiricism", The Philosophical Review 60: 20–43. Reprinted in his 1953 From a Logical Point of View. Harvard University Press.
- The Ways of Paradox (1962), Cambridge (Mass.), Harvard University Press, 1976
- Set Theory and its Logic (1963), Cambridge (Mass.), Harvard University Press, 1969
- Selected logic Papers, N. Y., Random House, 1966
- Theories and Things (1981), Harvard University Press

### Traductions en français
- Méthodes de logique (1950), Paris, Armand Colin, 1973
- Du Point de vue logique (1953), Paris, Vrin, 2003 (contient Les Deux Dogmes de l'empirisme)
- Les voies du paradoxe et autres essais (1976), Paris, Vrin, 2011
- Le mot et la chose (1960), Paris, Flammarion, 1978
- Logique élémentaire (1965), Paris, Armand Colin, 1972
- Philosophie de la logique (1969), Paris, Aubier, 2008
- Relativité de l'ontologie et autres essais (1969), Paris, Aubier-Montaigne, 1977
- Quiddités, Dictionnaire philosophique par intermittence (1987), Paris, Seuil, 1992
- La poursuite de la vérité (1990), Paris, Seuil, 1993

### Article en français
- « Le mythe de la signification », dans La philosophie analytique, Paris, Minuit, Cahiers de Royaumont (coll.), 1962